# 卡尔代朗山脉
卡爾德隆山脈是葡萄牙的山脈，位於該國南部，橫跨上阿連特茹和阿爾加維大區，最高點海拔高度578米，該山脈地區有很多河流。